# Shiggaon
Shiggaon är en ort i Indien.   Den ligger i distriktet Haveri och delstaten Karnataka, i den sydvästra delen av landet, 1 500 km söder om huvudstaden New Delhi. Shiggaon ligger 621 meter över havet och antalet invånare är 26 118.
Terrängen runt Shiggaon är platt. Runt Shiggaon är det tätbefolkat, med 297 invånare per kvadratkilometer. Närmaste större samhälle är Savanūr, 12,2 km öster om Shiggaon. Trakten runt Shiggaon består till största delen av jordbruksmark.